# エンブリヨ
『エンブリヨ』（Embryo）は、1976年に製作されたアメリカ合衆国のSF映画。104分、カラー。著作権標記欠落によりパブリックドメインとなった。 

## あらすじ

ポール役のロック・ハドソン

冒頭に医学博士チャールズ・ブリックマン3世により、「この映画は根拠のない絵空事のSF物語ではない。子宮外で胎児を育てる際に実際に応用する医療技術を元にしているからである。今日明日にも起こりうる現実の物語なのだ。」との前説字幕がつく。
深夜、雨の中を車で帰宅中の医学者ポール・ホリストンは、飛び出してきた犬を車で撥ねてしまう。急いで傷ついたその犬を自宅に連れて帰ったポールは、自宅の実験室で彼の亡き妻ニコールの妹のマーサ・ダグラスと共に治療するが、その甲斐も空しく犬は死亡。だが犬の腹の中には3匹の胎児がいる事が分かり、何とか胎児だけでも救おうと考え、ポールの息子のゴードンと彼の身重の妻ヘレンに輸血用血液や薬を持ってくるよう連絡し、ゴードン夫婦が頼まれた物を届けて家路に着いた後、ポールは母犬が完全に死ぬ前に胎児を十分成長させようと、へその緒が付いたまま摘出した胎児を人工子宮の容器の中に移植し、やがて、1匹だけが奇跡的に一命を取り留める。早速、ポールはニコールと共同で開発していた成長ホルモン剤を投与した。数時間後、立派な子犬にまで成長した胎児を保育器に移し、調査したところ全く異常は無く、ポールは子犬に試薬の投与を続行し、胎児だった子犬は3日足らずで生後6週間相当にまで成長。試薬を投与している間、成長は加速し、投与を止めると成長は正常の速度に戻り、更に細胞に異常はない事も確認されるがポールは他に副作用が無いか確認出来るまで公表を控える事にし、母親だった犬と同じサイズにまで成長した子犬を「胎児は全部死に母親だけが生き延びた」と偽って、周囲には普通の飼い犬を装って、経過を観察し始める。
犬は驚異的に高い知性を持ち、自分で餌を準備し皿の後片付けまでこなしていた。同時にこの犬は凶暴性を持ち合わせており、無論ポールがそれに気付くはずは無く、この実験に自信を持ち、人間の胎児の実験準備にとりかかろうと彼の友人のジムに頼んで絶対にジムが院長を務める病院に迷惑はかけないという条件で流産寸前の胎児を提供してくれるよう頼み込む。数日後、ジムより自殺未遂の女性の妊娠4か月目の胎児がいるとの連絡が入ったポールは、マーサにも内緒で胎児を手に入れ、実験を開始する。実験4日目、人工子宮の容器の中で、胎児は赤ん坊として産声を上げた。
赤ん坊に何ら異常は確認されなかったためポールはこの実験結果を医師会に公表する事を決意。だが、成長ホルモン剤の投与を止めても、赤ん坊の急速な成長は止まらなかった。1日で1年分、2日で2年分と、急速な成長が続く。ついに4週間半ばにして成人女性となったところで成長は止まったが、今度は細胞が急速に老化を始め、代謝拮抗剤を投与するも効果は3時間しか持続せず、ほぼ劇薬としか言えない薬剤を投与した結果、漸く老化を抑制し通常レベルに安定させる事に成功した。
ポールは彼女にヴィクトリア・スペンサーと名付け、マーサが旅行に出かけている間に様々な教育を施し始める。彼女の理解力、記憶力は抜群だが、道徳的なものが理解できない。ある日、自らの出生の秘密を知ったヴィクトリアが、「私、人間じゃないのネ」と呟いているのを聞いたポールは返す言葉もなかった。
やがて、パーティに出席したりするヴィクトリアは、ある夜、男女関係を知るためにポールを求め、そして愛を知る。だが、ポールの寝ている間に彼女は腹痛に襲われる。彼女は自分の細胞の老化が再び始まった事を知ると、抑制剤を打ってその場をしのぐ。翌日、彼女は腹痛の原因を詳しく知るため、パーティで知ったコリアの会社を訪れる。そこで、妊娠5～6か月の未出産胎児から抽出した脳下垂体液が唯一の解毒剤であることが判明し、ヴィクトリアは茫然とその場を去る。一方、彼女の存在に疑問を持ち出したマーサが、寝ているところをヴィクトリアによって殺されたことを皮切りに、ヴィクトリアによる胎児狩りが始まる。最初、金で買った売春婦から胎児摘出に失敗したヴィクトリアは、ヘレンを捕らえ、妊娠5か月のヘレンの胎児を摘出し、胎児を人工子宮に移した。ところが、ヴィクトリアは実験に失敗して老け込んだところを、自宅に戻ってきたポールとゴードンと鉢合わせる。ヴィクトリアは格闘の末にゴードンを殺したものの、彼がぶつかった衝撃で人工子宮が壊れてしまった事でせっかく手に入れた胎児を失った絶望と愛に目覚めたヴィクトリアは車で逃げた。そして、実験に失敗し、愛する家族を彼女に奪われた事から殺す決心をしたポールが後を追う。
カー・チェイスの末、車内で加速度的に老化していくヴィクトリアは運転を誤り、車は横転して爆発炎上。ポールは醜い老婆へと変わり果てたヴィクトリアを水辺で発見し、彼女を殺そうとする。駆け付けた警官に止められ、救急隊員はヴィクトリアからポールの子を妊娠している事を告げられ、警官達の前で、ヴィクトリアは1人の赤ん坊を残し、死んでいった。

## スタッフ
- 監督：ラルフ・ネルソン
- 製作総指揮：サンディ・ハワード
- 製作：アーノルド・H・オルゴリーニ、アニタ・ドーハン
- 脚本：ジャック・J・トマス、アニタ・ドーハン
- 原案：ジャック・J・トマス
- 撮影：フレッド・コーネカンプ
- 音楽：ジル・メレ
- 配給:ジョイパックフィルム配給
- ノベライズ：『エンブリヨ』（著：ルイ・シャルボノー、番町書房イフ・ノベルズ）

## キャスト
※括弧内は日本語吹き替え
- ポール・ホリストン - ロック・ハドソン（井上孝雄）
- ヴィクトリア・スペンサー - バーバラ・カレラ（二木てるみ）
- マーサ・ダグラス - ダイアン・ラッド
- ヘレン・ホリストン - アンヌ・シェディーン（弥永和子）
- ゴードン・ホリストン - ジョン・エリック（野島昭生）
- ジム・ウィンストン - ジャック・コルヴィン
- コリア - ヴィンセント・バゲッタ（若本規夫）
- フランク・ライリー - ロディ・マクドウォール
  - 日本語吹替 - 初放送 1979年7月26日 テレビ東京 『木曜洋画劇場』 ※DVD収録